# Xã German, Quận Harrison, Ohio
Xã German (tiếng Anh: German Township) là một xã thuộc quận Harrison, tiểu bang Ohio, Hoa Kỳ. Năm 2010, dân số của xã này là 805 người.